# أديبة موسى شهد
أديبة موسى شهد، سياسية عراقية شغلت منصب عضو مجلس النواب العراقي في دورته الأولى من عام 2005 إلى 2010.